# OurMine
OurMine Security Group è un gruppo hacker che viola i profili del mondo dello spettacolo e non solo presenti su internet per pubblicizzare i propri servizi commerciali.
Nel 2016, hanno violato i profili Twitter del cofondatore di Wikipedia Jimmy Wales, del creatore di Pokémon Go John Hanke, del co-fondatore di Twitter Jack Dorsey, dell'AD Google Sundar Pichai, e del co-fondatore di Facebook Mark Zuckerberg, di cui è stato violato anche il profilo Pinterest.  Oltre ai social media, il gruppo ha attaccato anche il blog di informatica TechCrunch..
Il 29 gennaio 2017 OurMine ha violato gli account Twitter della federazione di wrestling WWE e dei noti lottatori Triple H e John Cena.
Il 14 aprile 2017 OurMine ha violato gli account YouTube di molti youtubers famosi soprattutto in America ma anche in tutto il mondo come Lilly Singh, Roman Atwood, ExplosmEntertainment,... .
Nell'agosto 2017 hanno violato l'account Twitter e quello Facebook di Playstation, annunciando che il PSN era stato "leakkato" e che quindi tutti gli utenti registrati erano a rischio, subito smentito da un altro tweet dove si leggeva che si trattava di uno scherzo. Sempre nello stesso mese, violano gli account Twitter e quello Facebook del F.C. Barcelona, annunciando l'acquisto dell`argentino Di maria dal PSG, sollevando l'entusiasmo di molti tifosi blaugrana, tweet smentito a suo volta da un altro tweet, che, come nel caso di Playstation faceva capire che si era trattato di uno scherzo.
Il 15 febbraio 2020 ha hackerato il profilo del FC Barcellona annunciando l'acquisto del brasiliano Neymar facendo esaltare i tifosi. Il 23 febbraio 2020 ha hackerato il profilo del gruppo sudcoreano NCT e il giorno successivo ha hackerato l’account giapponese del famoso gruppo sudcoreano BTS.